# Asociación Mexicana de Profesores de Lengua y Literatura, A. C.

La Asociación Mexicana de Profesores de Lengua y Literatura, A.C  (AMPLL) es una organización fundada el 17 de octubre de 1997 en la Ciudad de México, México. La misión de está asociación, es promover la enseñanza de lengua castellana, la lectura y la redacción de bachillerato sobre los estudios literarios de Hispanoamérica. México, considerado como una de las potencias dentro de los países de habla hispana en el mundo, gracias a la exportación de sus producciones televisivas como películas y telenovelas y la exportación potencial del ámbito artístico como la música cantada en español, se ha convertido uno de los países receptores de extranjeros procedentes de países de habla no hispana. Los extranjeros no hispanohablantes que visitan México y que quieren estudiar español, tienen la posibilidad de lograr obtener una licenciatura o diplomado en el idioma. Por el volumen y cantidad de las operaciones en México, ha sido convirtiéndose el español de México, en uno de los más comerciales a nivel internacional. Así mismo pueden los extranjeros no hispanohablantes, aprender sobre la cultura de los demás países de Hispanoamérica, España, Filipinas, entre otros. 
Actualmente México cuenta con la Academia Mexicana de la Lengua desde 1875, miembro de la Asociación de Academias de la Lengua Española (ASALE). Además donde se conformó en el país desde 1951 y que actualmente está integrada por las 23 academias de la lengua española existentes en el mundo.